# Bürgerholz bei Rosian
Koordinaten: 52° 6′ 21″ N, 12° 7′ 44″ O
Das Bürgerholz bei Rosian ist ein Naturschutzgebiet in der Stadt Möckern im Landkreis Jerichower Land in Sachsen-Anhalt.
Das Naturschutzgebiet mit dem Kennzeichen NSG 0061 ist rund 104 Hektar groß. Es ist deckungsgleich mit dem gleichnamigen FFH-Gebietes. Das Gebiet steht seit 1994 unter Schutz (Datum der Verordnung: 25. Mai 1994). Zuständige untere Naturschutzbehörde ist der Landkreis Jerichower Land.
Das Naturschutzgebiet liegt südöstlich von Loburg. Es stellt ein Laubwaldgebiet in einem Nebental der Ehle in einer sonst überwiegend landwirtschaftliche genutzten Landschaft unter Schutz. Das Naturschutzgebiet wird von verschiedenen Waldgesellschaften geprägt. So sind Erlenbruchwälder mit Sumpfsegge und Sumpfhaarstrang, Erlen-Eschenwald mit Gemeiner Esche, Schwarzerle, Stieleiche, Bergahorn, Feldahorn und Feldulme sowie Gewöhnlicher Traubenkirsche in der Strauchschicht und Hohlem Lerchensporn, Wolligem Hahnenfuß, Waldbingelkraut und Märzenbecher in der Krautschicht zu finden. Weiterhin stocken Stieleichen-Hainbuchenwälder mit Rotbuche, deren Krautschicht von Buschwindröschen, Scharbockskraut, Vielblütiger Weißwurz, Gewöhnlicher Schuppenwurz, Großer Sternmiere und Türkenbundlilie gebildet wird und Eschen-Ulmenwälder im Naturschutzgebiet.
An mehreren Stellen schließen sich an die Wälder feuchte Wiesen unterschiedlicher Nutzungsintensität an, die in das Naturschutzgebiet einbezogen sind. Hier siedelt u. a. die Sumpfkratzdistel.
Das Naturschutzgebiet wird über mehrere Gräben, die sich zum Bürgerholzgraben vereinigen, zur Ehle entwässert. Die Gräben werden im Bereich der Wiesen von Gehölzen begleitet. Auch die Ehle, von der ein wenige hundert Meter langer Abschnitt in das Naturschutzgebiet einbezogen ist, wird von Gehölzen begleitet.
Das Naturschutzgebiet ist Lebensraum für eine artenreiche Avifauna. Im Schutzgebiet wurden rund 125 Vogelarten nachgewiesen, von denen ein Großteil hier brütet. So sind hier u. a. verschiedene Wildtaubenarten, sechs Spechtarten, Wachtel, Raubwürger, Neuntöter und Ortolan heimisch. Kranich, Schwarz- und Weißstorch suchen das Naturschutzgebiet zur Nahrungssuche auf.
Im Schutzgebiet wurden verschiedene Prachtkäfer nachgewiesen, darunter Marienprachtkäfer, Erzfarbener Nadelholz-Prachtkäfer und Goldgruben-Eichenprachtkäfer.
Das Naturschutzgebiet wird nahezu vollständig von landwirtschaftlichen Nutzflächen umgeben.